# Breuvery-sur-Coole
Breuvery-sur-Coole  là một xã thuộc tỉnh Marne trong vùng Grand Est đông nam nước Pháp. Xã nằm ở khu vực có độ cao trung bình 70 mét trên mực nước biển.